# Caetano N’Tchama
Caetano N’Tchama (* 1955 in Ingoré; † 15. Dezember 2007) war von 2000 bis 2001 Premierminister von Guinea-Bissau.

## Politische Laufbahn
N’Tchama war Jurist und hat in Portugal studiert. Er wurde im Februar 1999 Innenminister der Übergangsregierung von Francisco Fadul. Nach dem Wahlsieg Kumba Ialás bei den Präsidentschaftswahlen Anfang 2000 wurde er am 24. Januar 2000 zum Premierminister ernannt. Wie Ialá gehört er zur Partei Partido para a Renovação Social (PRS), die seit den Parlamentswahlen im November 1999 stärkste Partei war. N’Tchama galt als enger Freund Ialás. Im November 2000 wurde seine Regierung mit einem Putschversuch Ansumané Manés konfrontiert, des Initiators des Bürgerkrieges in den Jahren 1998 und 1998 und kurzzeitigen Staatschefs im Mai 1999. Die Rebellion endete nach wenigen Tagen mit dem Tod Manés. Öffentliche Kritik an ihm und seiner Regierung führte gelegentlich zu Verhaftungen. Nach dem Ausscheren der Partei RGB/MB aus seiner Koalition wurde die Regierung im Januar 2001 umgebildet. Seine Amtszeit endete am 19. März 2001, zwei Tage später übernahm Faustino Imbali, der bisherige Außenminister, das Amt als Chef einer weiteren Minderheitsregierung.
N’Tchama wurde im September 2001 Generalstaatsanwalt und war Adressat von Protesten der Organisation „Reporter ohne Grenzen“ gegen die Schließung zweier unabhängiger Zeitungen. Er begründete seine Maßnahme damit, die Publikationen hätten „Frieden und Stabilität“ des Landes gefährdet.